# The Weight (Lied)
The Weight (englisch für „das Gewicht“, „die Last“) ist ein Rocksong der kanadisch-US-amerikanischen Musikgruppe The Band, der 1968 als Single und zuvor auf Music from Big Pink, dem Debütalbum der Gruppe, veröffentlicht wurde.

## Geschichte
Geschrieben vom Bandmitglied Robbie Robertson, erzählt das Lied von den Eindrücken eines Besuchers einer Stadt, die zu Beginn des Songs „Nazareth“ genannt wird. Robertson wurde zu dem Ortsnamen durch seine 1951er D-28 Akustikgitarre von C. F. Martin & Co. inspiriert. Auf deren Label stand als Produktionsort Nazareth (Pennsylvania). Das erinnerte Robinson an den Film Nazarin von Luis Buñuel, den er sehr bewunderte.
Der Besuch erfolgt im Auftrag einer Freundin "Fanny", die ihren Freunden dort Grüße ausrichten lässt. Die im Song genannten Personen sind Freunden der Band nachempfunden:
- "Fanny" ist Frances "Fanny" Steloff, Gründerin des legendären Gotham Book Mart in New York City, seit 1920 ein Treffpunkt für Avantgarde Schriftsteller und andere Künstler.[5] Robertson studierte und kaufte dort Drehbücher von Ingmar Bergman und Luis Bunuel.[6]

- "Luke" ist Jimmy Ray "Luke" Paulman, Rhythmusgitarrist unter anderem bei The Hawks, wo auch Mitglieder der späteren The Band spielten.[7][8]

- "Young Anna Lee" ist Anna Lee Amsden, geb. Williams. Sie war Levon Helms etwas jüngere Nachbarstochter in Turkey Scratch, Arkansas, wo beide aufwuchsen. Beide blieben bis zu Helms Tod miteinander befreundet.[9][10]

- "Crazy Chester" war ein Original in Fayetteville (Arkansas), ein selbsternannter Ordnungshüter, der einen Satz Cap Guns (Flaschenöffner in Pistolenform) an der Hüfte trug. 1963 spielten die späteren Mitglieder von The Band in Ronald Cornett Ronnie Hawkins Rockabilly Band, The Hawks. Hawkins stammte aus Fayetteville und tauschte sich gerne mit Crazy Chester aus, ob alles friedlich sei.[8][11]

- "Cannonball" Der Protagonist will nicht auf einer Kanonenkugel reiten, sondern wahrscheinlich den Wabash Cannonball Zug nehmen, der zwischen St. Louis (Missouri) und Detroit (Michigan) von 1950 bis 1971 verkehrte. Er war benannt nach dem Song von Roy Acuff.[12]

Der Song verarbeitet Eindrücke und Musik aus den Südstaaten der USA, Lebens- und Drogenerfahrungen der Bandmitglieder, und zeigt nicht zuletzt Einflüsse der Filme von Ingmar Bergman und Luis Buñuel. Das Stück wurde von den Originalmitgliedern der Band als Südstaaten-Folksong eingespielt, mit Elementen aus Country und Gospel-Musik.
Die Musiker bei der Originalaufnahme ab 10. Januar 1968 waren Levon Helm (Lead- und Harmoniegesang, Schlagzeug), Rick Danko (Lead- und Harmoniegesang, Bass), Richard Manuel (Hammondorgel, Harmoniegesang), Garth Hudson (Piano) und Robbie Robertson (Akustikgitarre). Der Leadsänger bei den ersten 3 Strophen war Levon Helm, bei der 4. Strophe war es Rick Danko, die 5. Strophe übernahmen die beiden gemeinsam. 1969 wurde eine bearbeitete Version für den Film Easy Rider verwendet; die Version auf dem Soundtrack-Album stammt von der Band Smith, da die Verhandlungen über die Rechte an dem Originalsong scheiterten.
Am 17. August 1969 spielte The Band The Weight als zehntes Stück ihres Auftritts beim Woodstock-Festival. Diese Live-Version war lebhafter als die Studioaufnahme von 1968. Weitere Live-Aufnahmen erschienen auf den Band-Alben Rock of Ages (1972), Before the Flood (1974) und The Last Waltz (1978). Nach dem Abschiedskonzert „The Last Waltz“ am 25. November 1976 nahmen The Band zusammen mit den Staple Singers eine weitere Studio-Version von „The Weight“ auf, die auf späteren Ausgaben des Soundtrack-Albums The Last Waltz ebenfalls zu hören ist.
Das Lied ist einer der bekanntesten und meistgespielten Songs von The Band, obwohl er keine Spitzenplätze in den Charts erreichte. Es kam auf Platz 63 in den Billboard Hot 100 (USA), Platz 35 in Kanada und Platz 21 in Großbritannien. 1968 und 1969 erschienen drei Coverversionen des Songs, von Jackie DeShannon (Single 1968, Platz 55 in den Billboard Hot 100, Platz 35 in Kanada), Aretha Franklin (1969 auf dem Album This Girl’s in Love with You, Platz 19 in den Hot 100, Platz 3 in den US Soul Charts, Platz 12 in Kanada) und Diana Ross & The Supremes gemeinsam mit den Temptations (1969 auf dem Album Together, als Single Platz 46 in den USA, Platz 36 in Kanada). Später gab es zahlreiche weitere Coverversionen von „The Weight“.
Als The Band 1989 in die Canadian Music Hall of Fame aufgenommen wurde, spielten Garth Hudson, Rick Danko und Robbie Robertson The Weight, begleitet von der Country-Rock-Gruppe Blue Rodeo.
Levon Helm kritisierte, dass nur Robbie Robertson als Autor des Songs genannt wurde. In Wahrheit sei der Song ein Gemeinschaftswerk der ganzen Band gewesen.
The Weight hatte nachhaltigen Einfluss auf die US-amerikanische Popmusik. Der Song belegt Platz 41 in der Liste Die 500 besten Songs aller Zeiten des Magazins Rolling Stone. Pitchfork Media wählte ihn auf Platz 13 der besten Songs der 1960er Jahre, und die Rock and Roll Hall of Fame nahm ihn in die Liste „500 Songs That Shaped Rock and Roll“ auf.
Paul McCartney zitierte das Lied im Ausklang des Promofilms für Hey Jude zitiert. Aus Anlass des fünfzigjährigen Song-Jubiläums produzierte Robbie Robertson unterstützt von Ringo Starr ein Video für die Playing for Change-Stiftung, das am 18. September 2019 auf YouTube veröffentlicht wurde. Musiker aus fünf Erdteilen musizierten den Song virtuell gemeinsam und werben am Beispiel dieses Liedes im Sinne der Stiftung für Musik als universelle und Grenzen überschreitende Sprache.